# Municipio de Sullivan (Dakota del Norte)
El municipio de Sullivan (en inglés: Sullivan Township) es un municipio ubicado en el condado de Ramsey en el estado estadounidense de Dakota del Norte. En el año 2010 tenía una población de 26 habitantes y una densidad poblacional de 0,28 personas por km².

## Geografía
El municipio de Sullivan se encuentra ubicado en las coordenadas 48°25′15″N 98°46′43″O / 48.42083, -98.77861. Según la Oficina del Censo de los Estados Unidos, el municipio tiene una superficie total de 93.43 km², de la cual 92,02 km² corresponden a tierra firme y (1,51 %) 1,41 km² es agua.

## Demografía
Según el censo de 2010, había 26 personas residiendo en el municipio de Sullivan. La densidad de población era de 0,28 hab./km². De los 26 habitantes, el municipio de Sullivan estaba compuesto por el 84,62 % blancos, el 3,85 % eran asiáticos y el 11,54 % eran de una mezcla de razas. Del total de la población el 0 % eran hispanos o latinos de cualquier raza.